# Rivel
Rivel é uma comuna francesa na região administrativa de Occitânia, no departamento de Aude. Estende-se por uma área de 24,3 km². Em 2010 a comuna tinha 207 habitantes (densidade: 8,5 hab./km²).